# Antas de Ulla
Antas de Ulla – miasto w Hiszpanii w regionie Galicja w prowincji Lugo, położone w geograficznym centrum Galicji. Przez miejscowość przepływa rzeka Ulla, od której bierze ono swą nazwę. Gospodarka miasteczka, jest oparta głównie na rolnictwie i hodowli, zaś sektor przemysłowy koncentruje się w stolicy prowincji – Lugo. W mieście znajduje się duży kompleks sportowy Castro Seoane, w skład którego wchodzą: różnorodne obiekty sportowy oraz nowoczesne baseny i aquapark.